# Wiralaga II
Wiralaga II is een bestuurslaag in het regentschap Mesuji van de provincie Lampung, Indonesië. Wiralaga II telt 2154 inwoners (volkstelling 2010).